# Емануил А. Видински
Емануил А. Видински (1978) е български писател, поет и музикант.

## Биография
Публикувал е свои текстове във вестниците „Култура“, „Литературен вестник“, „Капитал Light“, списанията „Кръг“, „Дойче веле“, „Следва“ и порталите sofialive.bg, liternet.bg, slovo.bg, grosnipelikani.net. Съосновател на хуманитарния семинар „Ъгъл“ (2003-2004) върху творчеството на Чавдар Мутафов, Томас Ман и Достоевски.
Автор е на сборника с разкази „Картографии на бягството“ (2005), който е сред шестте номинирани книги за наградата „Елиас Канети“ (2005) и на романа „Места за дишане“ (2008). Носител е на наградата „Рашко Сугарев“ (2004) за разказа си „4 октомври“ и на втора награда от конкурса за кратък разказ на изд. „Балкани“ и ОББ (2009) за „Егон и тишината“.
През 2005—2006 г. е редактор на музикалната страница на в. „Литературен вестник“ „Музайка“. Заедно с поетите Петър Чухов и Иван Христов създава групата за етно-рок поезия „Гологан“ (2004).
Създател и редактор на поредицата „Световни романи“ към изд. „Алтера“ (2007-2010). Водещ и редактор в българската секция на радио „Дойче веле“ (2008 – 2012).
След завръщането си от Германия през пролетта на 2013 г. Видински създава отново с Петър Чухов групата „Par Avion Band“, в която е основен композитор, вокалист и китарист.
Първото си солово парче Heart Running Low Видински издава през лятото на 2017 г.
Главен редактор на издателство и списание „Панорама“ (2013 – 2016). Преподавател по проза в Академиите по творческо писане „Валери Петров“ и „Заешката дупка“.
Негови текстове са преведени на английски, немски, хърватски, унгарски, испански, полски и арабски език.
През 2017 г. в берлинското издателство eta Verlag излиза немското издание на стихосбирката му „Par Avion“ в превод на Петя Лунд.
Съставител на немския сборник със съвременни български разказвачи „Ein fremder Freund“ (2017), който излиза в Берлин в eta Verlag.
От септември 2019 г. става част от редакционния екип на „Литературен вестник“.
В началото на 2021 г. е поканен от директора на радио Христо Ботев Митко Новков да се включи като водещ в предаването „Гласът на времето“.
През май 2023 г. излиза романът „Дом за начинаещи“, в който Видински разказва за живота си в католически детски дом в Германия през първата половина на 1990-те. През 2024 романът му носи Първа награда за проза на Годишните награди на Портал Култура.